# QUBE RED
『QUBE RED』（キューブ・レッド、原題：La habitación de Fermat）は、2007年公開のスペインの映画。数学者「フェルマー」を名乗る招待主から招待された4人が、四方より迫りくる壁に囲まれながら出題される問題を解いていく。

## あらすじ
ある日、数学者たちに「フェルマー」と名乗る人物から問題が書かれた手紙が届く。期限までに問題を回答することができた4人が選ばれ、とある湖畔の館に集まる。すると、突然用意された携帯情報端末（PDA）に問題が送られてくる。指定された制限を過ぎると四方の壁が迫ってくるという事態に見舞われる。迫ってくる壁を止めるには、PDAに送られてきた問題を制限時間内に解かなければならない。極限の状態で問題に挑む4人。しかし、一見無関係と思える4人が何故この館に招待されたのか、そして招待主の目的が一体何なのか、ストーリーが進むに連れて真相が段々と明らかになる。

## 主な登場人物
- パスカル（サンティ・ミラン）
- ヒルベルト（ルイス・オマール）
- ガロア（アレホ・サウラス）
- オリヴァ（エレーナ・バレステロス）
- フェルマー（フェデリコ・ルッピ）

### 日本語吹き替え
| 俳優                   | DVD      |
| ---------------------- | -------- |
| サンティ・ミラン       | 池田秀一 |
| ルイス・オマール       | 坂口芳貞 |
| アレホ・サウラス       | 花輪英司 |
| エレーナ・バレステロス | 岡寛恵   |
| フェデリコ・ルッピ     | 糸博     |